# Udea epicoena
Udea epicoena là một loài bướm đêm trong họ Crambidae.